# IFK Göteborg
IFK Göteborg – szwedzki klub piłkarski z Göteborga. 18-krotny Mistrz Szwecji, 7-krotny zdobywca Pucharu Szwecji oraz 2-krotny Pucharu UEFA (w sezonach 1981/1982 i 1986/1987).

## Historia
Klub został założony 4 października 1904 roku.

## Sukcesy
- Mistrzostwa Szwecji
  - mistrzostwo (18): 1908, 1910, 1918, 1934/1935, 1941/1942, 1957/1958, 1969, 1982, 1983, 1984, 1987, 1990, 1991, 1993, 1994, 1995, 1996, 2007
  - wicemistrzostwo (13): 1924/1925, 1926/1927, 1929/1930, 1939/1940, 1979, 1981, 1986, 1988, 1997, 2005, 2009, 2014, 2015
- Puchar Szwecji
  - zwycięstwo (8): 1978/1979, 1981/1982, 1982/1983, 1991, 2008, 2012/2013, 2014/2015, 2019/2020
  - finał (5): 1985/1986, 1998/1999, 2004, 2007, 2009
- Superpuchar Szwecji
  - zwycięstwo (1): 2008
  - finał (4): 2009, 2010, 2013, 2015
- Puchar UEFA
  - zwycięstwo (2): 1981/1982, 1986/1987
- Puchar Europy Mistrzów Krajowych/Liga Mistrzów
  - półfinał (2): 1985/1986, 1992/1993

## Obecny skład
Stan na 18 grudnia 2020
| Nr | Poz. | Piłkarz                 |
| -- | ---- | ----------------------- |
| 1  | BR   | Giannis Anestis         |
| 2  | OB   | Jesper Tolinsson        |
| 4  | OB   | Kristopher Da Graca     |
| 5  | OB   | Alexander Jallow        |
| 6  | OB   | Rasmus Wikström         |
| 7  | PO   | Sebastian Eriksson      |
| 8  | PO   | Hosam Aiesh             |
| 9  | NA   | Robin Söder             |
| 10 | NA   | Patrik Karlsson Lagemyr |
| 11 | PO   | Amin Affane             |
| 14 | NA   | Christian Kouakou       |
| 15 | PO   | Jakob Johansson         |
| 16 | NA   | Sargon Abraham          |

| Nr | Poz. | Piłkarz                 |
| -- | ---- | ----------------------- |
| 17 | PO   | Alexander Farnerud      |
| 18 | PO   | Isak Dahlqvist          |
| 19 | PO   | August Erlingmark       |
| 21 | PO   | Noah Alexandersson      |
| 22 | NA   | Giorgi Charaiszwili     |
| 23 | OB   | Emil Holm               |
| 26 | OB   | André Calisir (kapitan) |
| 27 | OB   | Yahya Kalley            |
| 28 | PO   | Alhassan Yusuf          |
| 30 | OB   | Mattias Bjärsmyr        |
| 31 | BR   | Tom Amos                |
| 86 | PO   | Pontus Wernbloom        |
| 89 | NA   | Tobias Sana             |

### Piłkarze na wypożyczeniu
| Nr | Poz. | Piłkarz                              |
| -- | ---- | ------------------------------------ |
|    | PO   | Adil Titi (wypożyczony do Norrby IF) |